# フランソワ・ルイ・ドゥ・ラポルト

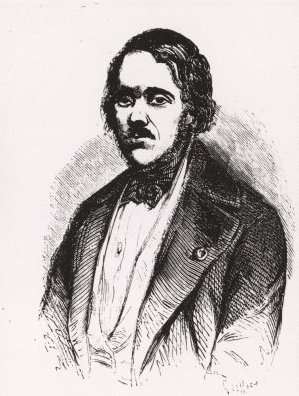
Francis de Laporte de Castelnau

フランソワ・ルイ・ドゥ・ラポルト（François Louis Nompar de Caumont LaPorte, comte de Castelnau（カステルノ伯爵）、François Laporte や Francis de Castelnau、François Delaporteなどとも表記される。1810年12月25日 - 1880年2月4日）は、フランスの博物学者である。

## 略歴
ロンドンで生まれた。母親はラ・フォルス公爵（Duc de La Force）の娘、メナール＝ラ＝バロティエール伯爵夫人（Comtesse de Mesnard-La Barotière）である。パリで博物学を学んだ。フランス貴族の家系で1837年から1841年の北米・中米の科学的探検や1843年から1847年の南米の科学的探検を率いた。北米ではカナダの湖の動物相を研究し、ルイ・フィリップによって、派遣された南米への科学的探検ではリオデジャネイロからリマを経由し、アマゾン川、ラプラタ川を探検しブラジル北部のパラーに達した。
1848年にバイアのフランス領事に任じられ、1848年から1862年まではシャムの領事、1864年から1877年の間はオーストラリアのメルボルンの領事を務め、メルボルンで没した。

## 捏造された魚類Ompax spatuloides
オーストラリアのブリスベン博物館のCarl StaigerによるイタズラでOmpax spatuloidesという魚類のスケッチとラポルトの1879年の記載文が、捏造された。1930年代にオーストラリアの魚類としてリストアップされていた。
イラクサ科のムカゴイラクサ属の学名、Laporteaはラポルトに献名されている。

## 著作
- Histoire naturelle, 1837.
- Vues et souvenirs de l'Amérique du Nord
- Expédition dans les parties centrales de l'Amérique: histoire naturelle des insectes coléoptères, 1840.
- Histoire naturelle et iconographie des insectes coléoptères, publiée par monographies séparées, quatre monographies dont la première semble être la seule signée par Laporte (quatre tomes et sept volumes, P. Duménil, Paris, 1837–1841). - Hippolyte Louis Goryとの共著
- Mémoires sur les poissons de l'Afrique australe, 1843.